# Louis Crauwels
Ludovicus Josephus (Louis) Crauwels (Antwerpen, 15 augustus 1860 - aldaar, 1934) was een Belgisch bankier en bestuurder.

## Levensloop
Crauwels, boekhouder van opleiding, was voorzitter en directeur van de Volksbank voor het arrondissement Antwerpen. 
Tijdens de Eerste Wereldoorlog was hij als vertegenwoordiger van De Kleine Burger actief in het lokale hulp- en voedingscomité. Na de oorlog werd hij aangesteld als eerste voorzitter van de Christelijke Landsbond van de Belgische Middenstand (CLBM), een functie die hij uitoefende tot juli 1925.
Daarnaast was hij beheerder en mede-stichter van het Vlaams Economisch Verbond (VEV).